# Sándor Burány
Dans le nom hongrois Burány Sándor, le nom de famille précède le prénom, mais cet article utilise l’ordre habituel en français Sándor Burány, où le prénom précède le nom.
 (novembre 2017).
Si vous disposez d'ouvrages ou d'articles de référence ou si vous connaissez des sites web de qualité traitant du thème abordé ici, merci de compléter l'article en donnant les références utiles à sa vérifiabilité et en les liant à la section « Notes et références ».
Sándor Burány, né le 19 août 1956 à Budapest, est une personnalité politique hongroise, député à l'Assemblée hongroise (neuvième circonscription de Budapest), membre du groupe MSzP.